# Selenidera spectabilis
El tucanete orejigualdo, tucancito negro, tucancillo orejiamarillo o pichilingo negro (Selenidera spectabilis) es una especie de ave de la familia de los tucanes (Ramphastidae), que habita las selvas de Colombia y Ecuador, y las de Centroamérica desde Panamá hasta Honduras.

## Hábitat
Vive en el dosel del bosque húmedo, entre los 300 y 1500 m de altitud y en áreas adyacentes arboladas.

## Descripción
Mide 36 a 38 cm de longitud y pesa en promedio 220 g. En el macho el dorso y las alas son de color verde oliva brillante; la cabeza y las partes inferiores son negras, con dos penachos auriculares amarillos, mechones grandes amarillos en los flancos, muslos castaños y región infracaudal roja. Plumas primarias negruzcas y cola color gris pizarra azulado. El iris es rojo profundo. La piel de la cara es verde amarillento fosfrecente, que se torna azul turquesa encima del ojo y anaranjado amarillento en la región malar. El pico es color cuerno fusco, de 76 a 102 mm de largo. Las patas son gris azulado.

## Alimentación
Se alimentan principalmente de frutos y también de insectos y pequeños vertebrados.